# دينيس بجيلينتسيف
دينيس بجيلينتسيف (بالروسية: Пчелинцев, Денис Юрьевич)‏ (1 ديسمبر 1979 بفولغوغراد في روسيا - ) هو لاعب كرة قدم روسي في مركز حراسة المرمى. لعب مع بالتيكا كالينينغراد وشينيك ياروسلافل ونادي روتور فولغوغراد ونادي كراسنودار وFC KAMAZ Naberezhnye Chelny ‏ وسوكول ساراتوف ‏ وميتالورج كوزباس نوفوكوزنتسك وFC Energetik Uren ‏ وFC Nosta Novotroitsk ‏.

## روابط خارجية
- دينيس بجيلينتسيف على موقع قاعدة بيانات كرة القدم.إي يو (الإنجليزية)
- دينيس بجيلينتسيف على موقع Soccerway.com (الإنجليزية)